# مارغريت بيترسون
مارغريت بيترسون (بالإنجليزية: Margaret Peterson)‏ (1883 - 1933)؛ شاعرة، كاتِبة وروائية بريطانية.

## روابط خارجية
- مارغريت بيترسون على موقع IMDb (الإنجليزية)